# 왕샤오청
왕샤오청(중국어 간체자: 王小橙, 병음: Wáng Xiâochéng, 한자음: 왕소등, 1990년 8월 7일 ~ )은 중국의 배우이다.